# Státní svátky Arménie
Toto jsou státní svátky Arménie.
| Datum       | Český název                       | Místní název              | Poznámka                          |  |
| ----------- | --------------------------------- | ------------------------- | --------------------------------- |  |
| 1. ledna    | Nový rok                          | Ամանօր                    |                                   |  |
| 6. ledna    | Vánoce                            | Սուրբ Ծնունդ              | svátek Arménské apoštolské církve |  |
| 24. dubna   | Den vzpomínky na genocidu Arménie | Եղեռնի զոհերի հիշատակի օր | 1915                              |  |
| 28. května  | Den republiky                     | Հանրապետության օր         |                                   |  |
| 5. července | Den ústavy                        | Սահմանադրության օր        | přijata v roce 1995               |  |
| 21. září    | Den nezávislosti                  | Անկախության օր            | na Sovětském svazu v roce 1991    |  |